# 비행기 (밴드)
비행기(悲幸記)는 1994년에 결성된 대한민국의 브리티쉬 록 밴드이다.

## 구성원
- 박동준: Acoustic Guitar, Bass Guitar
- 김주영: Drum

### Featured Musician
- 조원선: Vocal
- 정연태: Vocal
- 정우식: Vocal
- 최진우: Electric Guitar
- 신유난: Chorus

## 음반
- 1집 (Sad & Happy Story) - (발매일:1996년 / 기획사:Gecko Studio / 유통사:현대음향 / Executive Producer:송병준,김봉수 / Manager:김대년,강태규)

1. 흉터(작사:박동준, 작곡:박동준, 편곡:비행기)
2. 세 번 겨울지나고 서울로 가는 버스에서 바라본 나무(작사:김주영, 작곡:김주영, 편곡:비행기)
3. 내가 좋아하는 것들(작사:김주영, 작곡:김주영, 편곡:비행기)
4. 나만의 시작(작사:박동준, 작곡:김주영, 편곡:비행기)
5. 달빛바다(작사:박동준, 작곡:박동준, 편곡:비행기)
6. 꿈이 달에게(작사:강태규, 작곡:김주영, 편곡:비행기)
7. 달콤한 거짓말(작사:김주영, 작곡:김주영, 편곡:비행기)
8. 외출(작사:박동준, 작곡:박동준, 편곡:비행기)